# 毛浴壩會議會址
毛浴壩會議會址位於四川省巴中市通江縣毛浴鄉毛浴社區居委會，文物遺址年代判定為1934年。
該會址為典型的川東北民居，平面呈長方形，坐東向西，穿鬥木結構，青瓦屋面，懸山式頂，板壁木門，弈土地面，面闊4問12.379米，進深4間9.97米，占地面積123.42平方米。1934年11月1日，紅四方面軍在毛浴鎮該會址內召開了黨政工作會議，歷時9天，到會連以上政治工作幹部800余人。會議由陳昌浩主持，張國燾作了形勢與任務的報告和總結，陳昌浩作了黨政工作報告，徐向前作了軍事工作報告。會議討論了當前形勢與任務，總結了反六路圍攻以來的黨政工作，並作出了《紅四方面軍政治與黨務工作決議案》，制定了《團政治處暫行工作細則》《軍、師政治部的暫行工作細則》和《紅四方面軍軍訓訓詞》此外還表彰了反六路圍攻中功績突出的部隊，並舉行了莊嚴的軍訓訓詞宣誓和隆重的授獎典禮。1994年，毛浴壩會議會址被通江縣人民政府公佈為縣級文物保護單位。2012年7月16日公佈為四川省文物保護單位。